# 法律关系本座说
法律本座说是指每一法律关系都有一个确定的“本座”，即一个他在性质上必须归属的法域。法院进行法律选择时，应根据法律性质确定法律关系的本座所在地，而该本座所在地的法律就是该法律关系适用的法律。法律本座说由德国法学家费德里克·卡尔·冯·萨维尼提出。